# Krušeani
Krušeani (makedonska: Крушеани) är en ort i Nordmakedonien.   Den ligger i kommunen Krivogaštani, i den centrala delen av landet, 80 kilometer söder om huvudstaden Skopje. Krušeani ligger 598 meter över havet och antalet invånare är 835.